# UTC+7
UTC+7 je vremenska zona.

## Kao standardno vreme (cele godine)
- Kambodža
- Indonezija (zapad) 
  - Centralni Kalimantan, Zapadna Java, Središnja Java, Sumatra, Zapadni Kalimantan
- Laos
- Mongolija (krajnji zapad)
  - Hovd, Uvs i Bajan-Ulgij
- Rusija — Omsko vreme (MV+3; od 2011)
  -  Altajska Pokrajina,
  -  Altajska Republika,
  -  Kemerovska oblast (od marta 2010)
  -  Novosibirska oblast,
  -  Omska oblast
- Tajland
- Vijetnam

Zavisne teritorije:
- Božićno Ostrvo (Australija)